# Михаљ Нађмароши
Михаљ Нађмароши (мађ. Nagymarosi Mihály) је био мађарски фудбалер, репрезентативац, играо је на позицији нападача. Играо за ФК Ујпешт, као и 13 пута представљао фудбалску репрезентацију Мађарске између 1942. и 1950. Био је део Златног тима Мађарске.

## Каријера

### Играч
Као играч каријеру је започео у фудбалском клубу места где се и родио, Нађмарош. Касније 1936. године прелази у будимпештански Фебуш, где се исказује као добар играч и постаје и репрезентативац Мађарске. По завршетку Другог светског рата прелази у ФК Ујпешт где је одиграо 224 утакмице. Ту је играо до 1950. године када је и завршио репрезентативну каријеру.

### Репрезентација
Између 1942. и 1950. године наступио је у репрезентацији 13 пута и постигао 3 гола. Четвороструки је члан репрезентације Будимпеште (1946–49).

## Достигнућа
- Прва лига Мађарске у фудбалу